# Muamer Tanković
Muamer Tanković (* 22. Februar 1995 in Norrköping) ist ein schwedischer Fußballspieler bosnischer Abstammung.

## Karriere

### Verein
Tanković wuchs in Hageby, einem Millionenprogramm-Gebiet im Süden von Norrköping, auf. Er begann beim örtlichen Verein Hageby IF mit dem Fußballspielen, bevor er 2005 im Alter von 10 Jahren zum IFK Norrköping wechselte.
Im September 2011 unterschrieb Tanković im Alter von 16 Jahren einen Dreijahresvertrag beim FC Fulham. Sein erstes Pflichtspiel für Fulham bestritt er am 14. Januar 2014, als er im Wiederholungsspiel der dritten Runde des FA Cups gegen Norwich City im Craven Cottage in der 87. Minute für seinen Landsmann Alexander Kačaniklić eingewechselt wurde. Sein Debüt in der Premier League gab er am 28. Januar 2014 bei der 0:2-Niederlage gegen Swansea City. Er kam sieben Minuten vor Spielende für Dimitar Berbatow auf den Platz.
Nachdem sein Vertrag bei Fulham 2014 ausgelaufen und nicht verlängert worden war, wechselte Tanković in die niederländische Eredivisie zu AZ Alkmaar, wo er einen Vertrag über fünf Jahre unterzeichnete. In den ersten vier Spielen der Eredivisie 2014/15 erzielte er zwei Tore und lieferte drei Vorlagen. Er beendete schließlich die Saison mit 26 Ligaspielen und erzielte dabei 5 Tore. In der folgenden Spielzeit kam er in 19 Ligaspielen zum Einsatz, in denen er drei Tore erzielte.
Während der Saison 2016/17 wurde Tanković zeitweilig bei Jong AZ in der niederländischen Tweede Divisie eingesetzt. In der Gruppenphase der Europa League erzielte er beim 3:2-Sieg gegen Zenit Sankt Petersburg das entscheidende Tor, mit dem sich Alkmaar den zweiten Platz in seiner Gruppe sicherte und in die Finalrunde einzog.
Am 10. August 2017 kehrte Tanković in sein Heimatland zurück und wechselte zu Hammarby IF, wo er einen Dreijahresvertrag unterschrieb.
In der Spielzeit 2018 bestritt Tanković alle 30 Ligaspiele für Hammarby und erzielte sieben Tore, als der Verein den 4. Tabellenplatz belegte. Nach der Saison wurde Tankovic zum „Allsvenskan-Aufsteiger des Jahres“ gewählt.
2019 erzielte Tanković in 28 Ligaspielen 14 Tore und wurde gemeinsam mit Robin Söder zweitbester Torschütze der Saison. Hammarby belegte den 3. Platz und Tanković wurde für die Auszeichnungen als "Mittelfeldspieler des Jahres" und "Wertvollster Spieler in der Allsvenskan" nominiert, ging jedoch bei der Preisverleihung leer aus. Anfang des Jahres 2020 wurde er unter anderem mit dem deutschen Zweitligisten Hannover 96 in Verbindung gebracht. Am 22. August 2020 verlängerte Tanković seinen Vertrag um zweieinhalb Jahre.
Aufgrund einer Ausstiegsklausel in seinem Vertrag mit Hammarby unterzeichnete Tanković am 6. Oktober 2020 einen Vierjahresvertrag beim griechischen Klub AEK Athen.
Am 21. Juli 2022 wurde er ablösefrei von dem zyprischen Erstligisten Paphos FC verpflichtet.

### Nationalmannschaft
Am 5. März 2014 gab Tanković im Freundschaftsspiel gegen die Türkei sein Debüt in der schwedischen Nationalmannschaft, als er in der 67. Minute für Jimmy Durmaz eingewechselt wurde.
Er nahm am Fußballturnier der Olympischen Spiele 2016 in Rio de Janeiro teil, wo er in allen drei Spielen der Gruppenphase eingewechselt wurde. Schweden schied als Letzter der Gruppe B nach der Vorrunde aus dem Turnier aus.
Anlässlich der U-21-Fußball-Europameisterschaft 2017 wurde er von Trainer Håkan Ericson in den schwedischen Kader berufen. Wie bei den Olympischen Spielen im Jahr zuvor wurde er in allen drei Spielen der Vorrunde, die Schweden als Gruppendritter beendete, eingewechselt.
Nach fünfjähriger Abwesenheit wurde Tanković im Januar 2019 für ein Freundschaftsspiel gegen Island wieder in den schwedischen Kader der A-Nationalmannschaft berufen. Sein letztes von bisher fünf Länderspielen bestritt er am 12. Januar 2020 beim 1:0 im Freundschaftsspiel gegen den Kosovo.